# Linh dương hoẵng trán đen
Cephalophus nigrifons là một loài động vật có vú trong họ Bovidae, bộ Artiodactyla. Loài này được Gray mô tả năm 1871.

## Hình ảnh

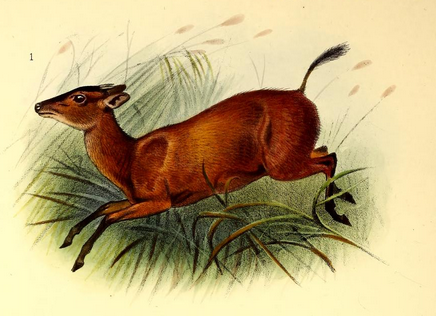